# Jakubek ze Stříbra
Jakubek ze Stříbra (cz. Jakoubek ze Stříbra, niem. Jakob (Jacobellus) von Mies, ur. około 1372 w Stříbrze, zm. 9 sierpnia 1429 w Pradze) – czeski pisarz, teolog i husycki działacz reformacyjny.

## Życiorys
Z powodu niskiego wzrostu nazywano go „Jakubkiem” (łac. Jacobellus). Nauki pobierał razem z przyjacielem Janem Husem. Po ukończeniu studiów na Uniwersytecie w Pradze, otrzymał w 1393 tytuł bakałarza teologii, a w 1397 – tytuł mistrza teologii. Od 1400 był wykładowcą tej uczelni, a w 1402 otrzymał święcenia kapłańskie. W 1407 został proboszczem opuszczonej przez Husa parafii św. Michała na praskim Starym Mieście. W swoich kazaniach głosił konieczność poprawy obyczajów kleru oraz potrzebę wprowadzenia reform, proponowanych przez Jana Wiklefa. 28 lipca 1410 podczas publicznej dysputy bronił interpretacji Dekalogu według Wiklefa.
W lutym 1413 podczas synodu w Pradze starał się załagodzić spór między królem Wacławem IV, Husem i Kościołem czeskim. Jako pierwszy ksiądz czeski otwarcie poparł żądania reform utrakwistów po śmierci Husa w Konstancji w 1415. Był też pierwszym kapłanem, udzielającym wszystkim wiernym w swojej parafii komunii pod dwiema postaciami (chleba i wina). Jego poglądy w tym względzie stały się podstawą teologii husyckiej i były wzorem dla jednego z czterech Artykułów Praskich. Poglądy utrakwistów były z początku ostro zwalczane przez część husytów. W 1417 Jakubek opowiedział się przeciwko Szymonowi z Tišnova i poparł udzielanie komunii dzieciom.
Od 1419 wygłaszał kazania w Kaplicy Betlejemskiej w Pradze, gdzie popierał umiarkowaną frakcję praskich husytów, uznając poglądy taborytów za zbyt radykalne. We wszystkich konfliktach dążył do osiągnięcia kompromisu. W 1420 wygłosił zachowaną do dziś dysputę, w której głosił obronę komunii pod dwiema postaciami z takim sukcesem, że tę formę komunii przyjęło od razu wiele parafii. W rezultacie władze Kościoła nałożyły na niego anatemę; tym niemniej, dzięki Jakubkowi poglądy utrakwistów zyskiwały coraz większą popularność.
W latach 20. XV wieku Jakubek był uznany za największego, obok Hieronima z Pragi, teologa husyckiego.
Obok Jana Želivskiego, Jana z Příbrami i Prokopa z Pilzna, Jakubek był jednym z czterech twórców (zarządców) teologii husyckiej. Ci zarządcy organizowali zebrania, m.in. 12 listopada 1421 zwołali synod na Uniwersytecie Praskim, który potępił radykalne poglądy Jana Želivskiego. Z jego oskarżenia 7 marca 1422 został uwięziony, a następnie ścięty Jan Želivský. Wkrótce potem został odsunięty od swoich funkcji i na kilka miesięcy schronił się w Hradcu Králové, zanim znowu mógł wrócić pod koniec maja do Pragi.
Jakubek popierał pogląd, że „słowo boże” powinno być „szerzone mieczem”. Ten pogląd przyjęli taboryci i uczynili z niego podstawę ideową swojej walki zbrojnej. To wywołało spór między Jakubkiem i Piotrem Chelczyckim.

## Dzieła
Twórczość Jakubka odzwierciedla ostre spory teologiczne epoki wokół kwestii eucharystii. Największą rolę odegrał Jakubek w ustaleniu podstawowych zasad teologii husyckiej. Jego dzieła to:
- Česká postila
- Tractatus super lamentationes Jeremiae (Traktat o biadaniach Jeremiasza)
- Consilium de pacificando regno (Rozważania o królestwie szerzącym pokój)
- Sermones repraesentati a Jacobello per circulum anni (Kazania Jakubka na cały rok)
- Vindiciae contra Andream Brodam pro communione plebis sub utraque specie (Poparcie dla komunii powszechnej pod dwiema postaciami, przeciwko Andrzejowi z Brodu) – to dzieło, opierając się na Biblii, popiera poglądy utrakwistów i potępia Andrzeja z Brodu.
- Apologia pro communione plebis sub utraque specie (Pochwała komunii powszechnej pod dwiema postaciami) – to dzieło jest odpowiedzią na zakaz utrakwizmu, ogłoszony przez Sobór w Konstancji.
- Zpráva, jak Sněm konstantský o svátosti večeře Kristovy nařídil (O tym, jak Sobór w Konstancji osądził Wieczerzę Pańską).
- Demonstratio per testimonia scripturae, patrum actue doctorum, communicatonem calicis in plebe christiana esse necessariam (Wykazanie, na podstawie Pisma Świętego i świadectwa doktorów czeskich, że udzielanie ludowi komunii w kielichu jest konieczne)
- De vera existentia corporis et sanguinis Christi in sacra coena  (O prawdziwej obecności ciała i krwi Chrystusa podczas Wieczerzy Pańskiej).
- De communione spirituali integra sub duplici forma panis et vini quantitate plebem concernente (O duchowej komunii pod podwójną postacią chleba i wina, dotyczącej szerokich rzesz ludu)
- Tractatus Magistri Jacobi de Misa contra doctorem Brodam, de communione utriusque speciei (Traktat mistrza Jakuba ze Stříbra, przeciwko doktorowi (Andrzejowi) z Brodu, o komunii pod dwiema postaciami)
- Tractatus M. Jacobi de Misa, theologi profundi, de existentia vera corporis Christi in sacramento altaris, catholice conscriptus (Traktat m(istrza) Jakuba ze Stříbra, wybitnego teologa, o prawdziwej obecności ciała Chrystusa w sakramencie ołtarza, w ujęciu katolickim)
- De purgatorio animarum post mortem (O czyśćcu dusz po śmierci)